# Savranske
Savranske  (ucraniano: Савранське) es una localidad del Raión de Podilsk en el Óblast de Odesa de Ucrania. Según el censo de 2001, tiene una población de 316 habitantes.